# 沃莱帕拉梅
沃莱帕拉梅（法語：Vaux-lès-Palameix，法語發音：[vo lɛ palamɛ]）是法国默兹省的一个市镇，属于科梅尔西区。

## 地理
沃莱帕拉梅（49°1'6"N, 5°32'21"E）面积10.52 平方千米，位于法国大東部大區默兹省，该省份为法国西北部内陆省份，北与比利时接壤，西接马恩省和阿登省，南至上马恩省和孚日省，东临默尔特-摩泽尔省。
与沃莱帕拉梅接壤的市镇（或旧市镇、城区）包括：多马坦拉蒙塔涅、默兹河畔拉克鲁瓦、穆伊、朗济耶尔、圣雷米拉卡洛讷、特鲁瓦永。

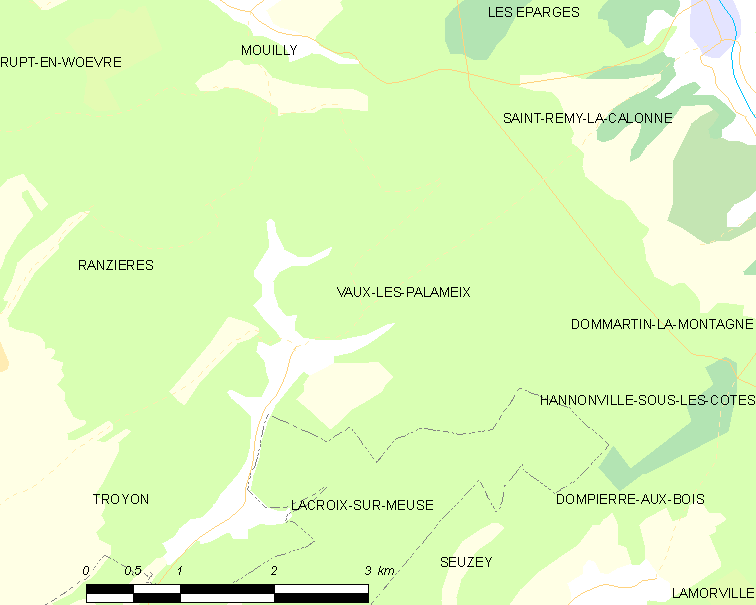
沃莱帕拉梅的OSM定位图

沃莱帕拉梅的时区为UTC+01:00、UTC+02:00（夏令时）。

## 行政
沃莱帕拉梅的邮政编码为55300，INSEE市镇编码为55540。

## 政治
沃莱帕拉梅所属的省级选区为圣米耶勒县。

## 人口

1962-2008年间沃莱帕拉梅人口变化图示

沃莱帕拉梅于2022年1月1日时的人口数量为59人。